# Агхори

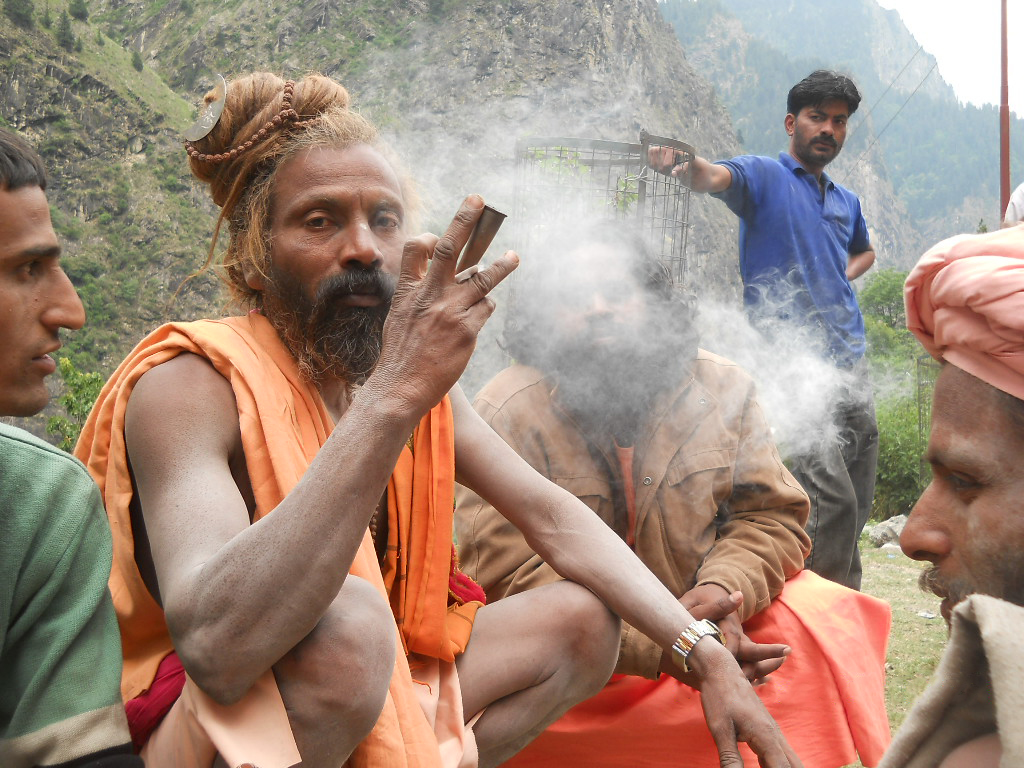
Агхори

Агхори или Агхора (санскр. अघोर — бесстрашие) — индуистская шиваитская аскетическая религиозная секта, отколовшаяся от капалики в XIV веке.

## Описание
Многие индуисты (прежде всего — вишнуиты) клеймят агхори как не-индуистское учение, из-за табуированных ритуалов, практикуемых ими. Агхори поклоняются богу Шиве и при этом, в отличие от других садху, практикуют ритуальный каннибализм, употребляют алкогольные напитки и другие психоактивные вещества, используют человеческие черепа (санскр. — капала) в различных ритуалах, медитируют на местах захоронений и местах сожжения трупов (шмаша́нах).

## Кинематограф
- Главный герой индийского художественного фильма 2009 года «Я — бог» (тамил. — Naan Kadavul) практикует йогу традиции агхори.
- «По ту сторону двери» (фильм, 2016) — среди второстепенных персонажей присутствует группа агхори.
- Индийский сериал «Бог богов Махадев» (2011) — агхори посвящён 19 сезон (494—535 серии).